# ひとりじゃない (DEENの曲)
「ひとりじゃない」は、DEENの9thシングル。

## 概要
フジテレビ系列テレビアニメ『ドラゴンボールGT』の番組内ではエンディングテーマが変わっても終始この曲のオーケストラバージョンが流れていた。
ライブでもよく演奏されDEENの中でも人気曲の一つである。
日本コロムビアから発売されたCD『こどものうた』シリーズで加嶋浩司がカバーしている。
元横浜DeNAの内村賢介内野手、元埼玉西武の岩尾利弘投手、元中日・オリックスの松井雅人捕手が、主催試合に選手登場曲として使用していた。また、現役選手では北海道日本ハムの杉浦稔大投手が登場曲に使用している。
- アレンジの際、織田のアコースティックギターと歌のみの雰囲気を意識した[要出典]。

1996年3月30日にNHK『ポップジャム』に初出演。タイトル曲を演奏した。これがDEEN最古のハイビジョン撮影された映像である。

## 収録曲
1. ひとりじゃない
  - フジテレビ系列テレビアニメ『ドラゴンボールGT』第1期エンディングテーマ（第1話〈1996年2月7日〉〜第26話〈1996年10月30日〉）
  - クレジットはされていないが、当時同バンドのドラマーだった宇津本直紀も一部作詞を手掛けた[2]。
2. 日曜日
3. ひとりじゃない (Original Karaoke)
4. 日曜日 (Original Karaoke)

## 収録アルバム
ひとりじゃない
- 『I wish』
- 『SINGLES+1』
- 『DEEN PERFECT SINGLES +』
- 『DEEN The Best キセキ』※アレンジ、新録音して収録
- 『マリアージュ』※アレンジ、新録音して収録
- 『DEENAGE MEMORY -20周年記念ベストアルバム-』
- 『DEEN The Best FOREVER 〜Complete Singles +〜』

日曜日
- 『Ballads in Blue〜The greatest hits of DEEN〜』※新録音して収録
- 『DEEN The Best キセキ』※アレンジ、新録音して収録
- 『Another Side Memories〜Precious Best〜』

## 参加ミュージシャン
- 作詞:池森秀一 (#1, #2)
- 作曲:織田哲郎 (#1)、池森秀一 (#2)
- 編曲:古井弘人 (#1)、池田大介 (#2)
- 池森秀一: ボーカル
- 山根公路: キーボード
- 宇津本直紀: ドラム
- 田川伸治: ギター